# Ngambay
Le ngambay (ou gamba, gambai, gambaye,Mouroum, ngambai, sara, dara ngambai) est une langue sara parlée au sud-ouest du Tchad, au nord-est du Cameroun et dans l'est du Nigeria.
Au Cameroun, le nombre de locuteurs était estimé à 57 000 en  2005.

## Écriture
| Maladie | a̰  | b  | ɓ  | d | ɗ | e | ḛ | ə | g | i | ḭ | j | k | l | m |
| mb      | nd | ng | nj | o | ɔ | o̰ | p | r | s | t | u | w | y | ỹ |   |